# Hexacentrus major
Hexacentrus major är en insektsart som beskrevs av Ludwig Redtenbacher 1891. Hexacentrus major ingår i släktet Hexacentrus och familjen vårtbitare. Inga underarter finns listade i Catalogue of Life.